# Virtua Fighter
Virtua Fighter (バーチャファイター?, Bācha Faitā) è un videogioco del 1993 sviluppato da Sega-AM2 e pubblicato da SEGA, appartenente alla categoria picchiaduro a incontri. È stato tra i primi picchiaduro sviluppati in tre dimensioni ed è il capostipite di una lunga serie (tra seguiti e remake).

## Origine del nome
Il termine "Virtua" indica che l'azione si svolge in un luogo disegnato in tre dimensioni e all'epoca soltanto questo bastava ad etichettare un gioco come simulazione virtuale della realtà (dovuto al passaggio dai classici bidimensionali alla grafica 3D). Il primo gioco di questo genere fu probabilmente 4D Sports Boxing per l'Amiga, realizzato nel 1992.
SEGA ha pubblicato nel tempo diversi giochi che hanno adottato il prefisso "Virtua", come Virtua Racing, Virtua Tennis, Virtua Cop e Virtua Striker, ad eccezione per Sonic the Fighters.

## Trama
Una volta nel periodo Shōwa, l'esercito giapponese defunto intendeva avvicinarsi a Pu-yi, l'ultimo imperatore della dinastia Ching, nel tentativo di trarne vantaggio. Tuttavia, furono sconfitti dalle guardie imperiali che utilizzavano l'arte marziale chiamata Hakkyoku-ken. Durante la Seconda Guerra Mondiale, l'esercito giapponese studiò i misteri dell'Hakkyoku-ken per creare supersoldati, sviluppando l'arte marziale definitiva.
Da allora è trascorso circa mezzo secolo e sta per iniziare l'ultimo torneo mondiale di combattimento, che vede impegnati tutti i tipi di combattenti provenienti da tutto il mondo per determinare il migliore del mondo. Dietro il torneo, tuttavia, esiste un intrigo progettato da un sinistro sindacato.

## Personaggi
- Akira Yuki - Nascita: 23 settembre, 1968 - insegnante giapponese, combatte con lo stile Hakkyokuken
- Pai Chan - Nascita: 17 maggio, 1975 - star del cinema di arti marziali di Hong Kong, combatte con la tecnica Ensei-Ken Mizongquan
- Lau Chan, padre di Pai - Nascita: 2 ottobre, 1940 - cuoco della Cina, combatte con la tecnica del Koen-Ken (fusione del Ko-Ken e del Ensei-Ken)
- Wolf Hawkfield - Nascita: 8 febbraio, 1966 - wrestler professionista del Canada, combatte con le tecniche del Wrestling
- Jeffry McWild - Nascita: 20 febbraio, 1956 - pescatore Rastafari dell'Australia, combatte con la tecnica Pankration
- Kagemaru ("Kage") Hagakure - Nascita: 6 giugno, 1971 - ninja giapponese, combatte con lo stile Jujutsu
- Sarah Bryant, sorella di Jacky - Nascita: 4 luglio, 1973 - studentessa di un college di San Francisco, California, combatte con la tecnica Jeet Kune Do
- Jacky Bryant, fratello di Sarah - Nascita: 28 agosto, 1970—pilota, anche lui di San Francisco, stile Jeet Kune Do
- Dural, una creatura simile a un androide. Dural è il boss del gioco.

## La serie
Il brand Virtua Fighter (primo picchiaduro in 3D, avente come rivale per antonomasia il successivo Tekken ad opera di Namco) si è evoluto nel tempo sia sotto l'aspetto grafico, sia per quanto riguarda le meccaniche di gioco, introducendo ad ogni capitolo nuovi personaggi (come prassi per i picchiaduro) e a volte tornando sui propri passi per scelte stilistiche poco apprezzate dal pubblico.

### Seguiti
Virtua Fighter è stato realizzato nel 1993 come arcade, sviluppato da SEGA insieme a Lockheed Martin. Nuove versioni del gioco sono poi uscite con l'evolversi dell'hardware da sala giochi. Nel 1994 è stato pubblicato Virtua Fighter 2 seguito da Virtua Fighter 3 nel 1996 e Virtua Fighter 3tb nel 1997 (capitolo che ha solo introdotto alcune novità nelle modalità di gioco). Virtua Fighter 4 è stato realizzato nel 2001 ed ha subito una riedizione con il nome di Virtua Fighter 4 Evolution.
Nel 2007 per PlayStation 3 e successivamente su Xbox 360 (uscito sempre nello stesso anno), Virtua Fighter 5 picchiaduro della serie con la grafica migliore e con 2 personaggi inediti.
A detta degli sviluppatori VF5 risulta visivamente migliore su Xbox 360 e presenta maggiori opzioni di personalizzazione del personaggio. Nel 2010 è stato pubblicato in sala giochi, e successivamente sui servizi online PSN e Xbox Live nel 2012, Virtua Fighter 5 Final Showdown, la versione definitiva di Virtua Fighter 5.

### Versioni per console
Il passaggio dalle macchine da sala giochi alle console casalinghe fu all'inizio piuttosto difficile, soprattutto per la non sufficiente potenza delle console SEGA ad 8 e 16 bit allora disponibili,fino all'uscita dell'espansione Sega Mega Drive 32X per Mega Drive e successivamente Sega Saturn nel 1995. Per risolvere i problemi di grafica riscontrati nella frettolosa edizione Saturn uscì Virtua Fighter Remix, riedizione praticamente identica all'originale nello stile di gioco ma fornita di sgargianti texture grazie al nuovo sistema operativo della console sviluppato da SEGA.
Virtua Fighter 2 fu distribuito nel 1995 sempre per Sega Saturn e fu unanimemente giudicato come una conversione incredibile per i tempi, anche in virtù dell'alta risoluzione (qualità sconosciuta anche alla blasonata PlayStation). In seguito fu pubblicato Virtua Fighter Kids, con i personaggi della saga in versione super deformed. Virtua Fighter 2 fu in seguito pubblicato anche per PC.
Il Sega Master System,il Sega Game Gear e il Sega Mega Drive non erano in grado di gestire una grafica 3D di quel genere. Per questo venne creata una conversione dei giochi della serie in due dimensioni nel 1996. Sul Sega Master System il capitolo venne chiamato Virtua Fighter Animation per via della somiglianza nel character design alla serie animata creata per la TV. Infine fu creata una ottima conversione per il 32X (l'add-on a 32 bit per Mega Drive) eccellente dal punto di vista ludico ma ritoccata nel dettaglio grafico per via dei limiti della macchina.
L'unica conversione di Virtua Fighter 3 fu per il Sega Dreamcast e più precisamente nella versione aggiornata Virtua Fighter 3tb. Successivamente all'abbandono da parte di Sega del mondo dell'hardware, uscì nelle sale arcade 2001 Virtua Fighter 4, basato sempre su hardware Dreamcast (ma potenziato soprattutto nella RAM, con il nome NAOMI 2) pubblicato in seguito per PlayStation 2 nel 2002.
Virtua Quest è un semplicistico GdR con nuovi personaggi realizzato per Nintendo GameCube nel 2004.

## Voci

### Doppiaggio in giapponese
- Shinichiro Miki: Akira Yuki
- Junko Iwao: Pai Chan
- Takenobu Mitsuyoshi: Kage-Maru
- Shigeru Chiba: Lau Chan

### Doppiaggio in inglese
- Michael Granberry: Jacky Bryant
- Lynn Harris: Sarah Bryant
- Amy Tipton: Pai Chan
- Chris Nubel: narratore

## L'anime
Virtua Fighter ha avuto anche una trasposizione in una serie anime prodotta dalla Tokyo Movie Shinsha e trasmessa su TV Tokyo tra il 1995 ed il 1996.
La serie vede come protagonista Akira, nel ruolo del personaggio (un po' stereotipato) scanzonato, pigro e sempre affamato, ma fortissimo, dal cuore puro e sempre schierato dalla parte del bene. Un gruppo criminale rapisce Sarah per portare avanti i propri studi per la creazione di un combattente perfetto, prima facendole il lavaggio del cervello e poi creando un robot (Dural) combattente con le sue caratteristiche. Akira, Pai e Jacky devono quindi affrontare una serie di avventure e combattimenti, incontrando personaggi amici e nemici, per salvare Sarah. Successivamente dovranno lottare prima contro l'organizzazione del KoenKhan con sede a Honk Hong , e nella seconda stagione, un'organizzazione occulta assolda dei criminali per la attaccare i marzialisti e lottatori migliori al mondo e raccogliere informazioni per creare una nuova tecnoguerriera Dural.
L'anime è stato trasmesso anche in Italia da Junior TV e venne distribuita in home video da Hobby & Work in 17 VHS. Verso la fine degli anni 2000 fu replicata su Cooltoon ed in seguito su You&Me.